# 白宅泥魚
白宅泥魚，為輻鰭魚綱鱸形目隆頭魚亞目雀鯛科的其中一種，分布於中太平洋東部夏威夷群島及強斯頓環礁海域，深度1至50公尺，本魚體呈卵圓形而側扁，幼魚體色為黑色，體中間有大白色斑塊及額頭有一白色鞍狀斑，成魚則頭部、胸部及背鰭硬棘與其他魚鰭為黑色，身體、背鰭軟條部灰色至灰白色，魚鱗則有黑色邊緣，背鰭硬棘12枚、背鰭軟條15-16枚、臀鰭硬棘2枚、臀鰭軟條15 -16枚，體長可達13公分，棲息在水淺的珊瑚礁及岩礁區，幼魚會躲藏在珊瑚或偶爾與卷曲異輻海葵(Marcanthia cookei)共生，具有領域性，屬雜食性，以藻類、浮游生物等為食，繁殖期在5至8月，可作為觀賞魚。

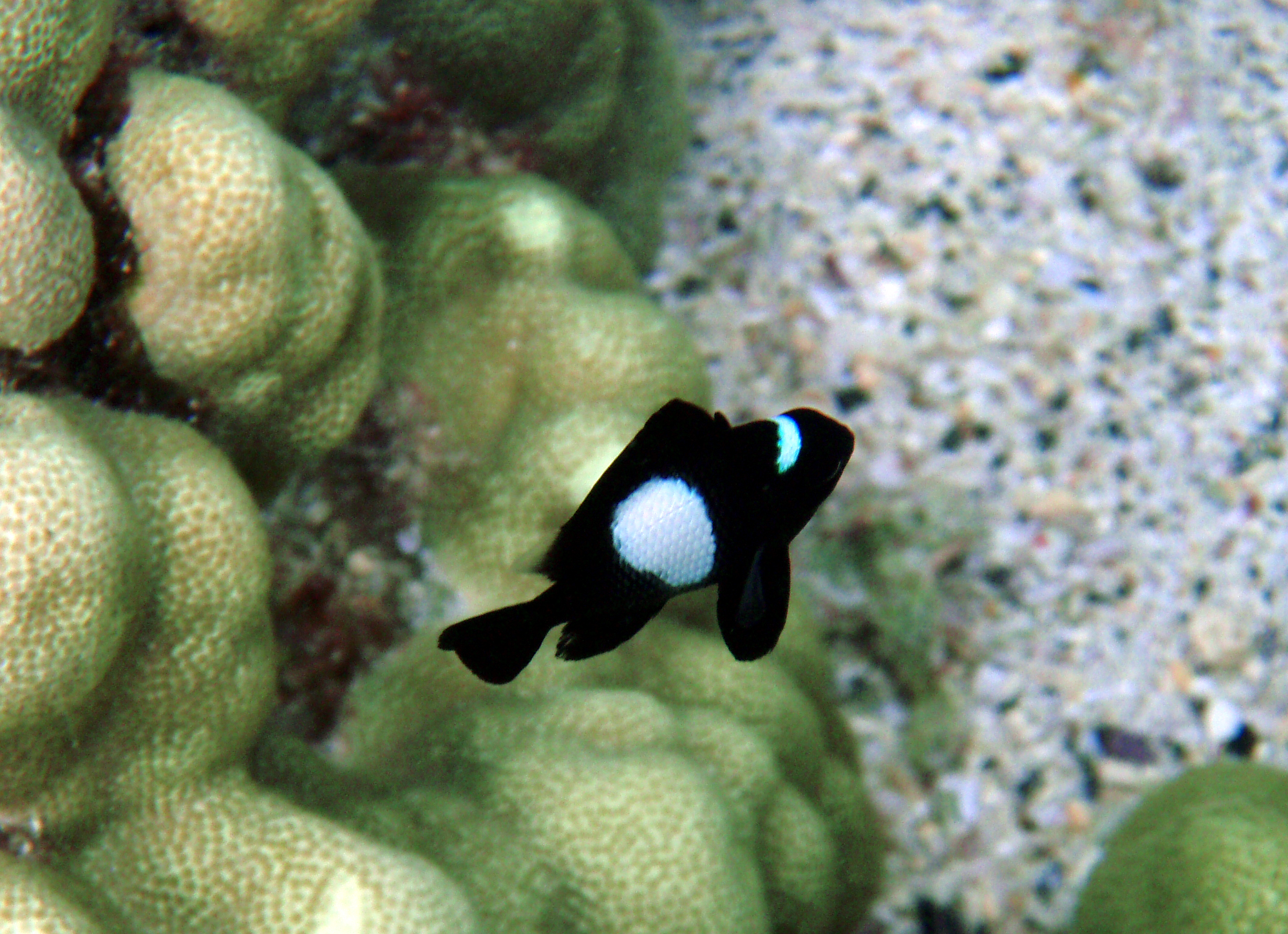
白宅泥魚的幼魚